# Pozonia nigroventris
Pozonia nigroventris is een spinnensoort in de taxonomische indeling van de wielwebspinnen (Araneidae).
Het dier behoort tot het geslacht Pozonia. De wetenschappelijke naam van de soort werd voor het eerst geldig gepubliceerd in 1936 door Elizabeth Bangs Bryant.